# Władimir Szytow
Władimir Siergiejewicz Szytow (ros. Владимир Сергеевич Шитов; ur. 8 lipca 1952 w Moskwie, zm. 8 listopada 2011 tamże) – rosyjski saneczkarz reprezentujący ZSRR, srebrny medalista mistrzostw świata.

## Kariera
Największy sukces w karierze osiągnął w 1978 roku, kiedy wspólnie z Walerijem Jakuszynem zdobył srebrny medal na mistrzostwach świata w Imst. Zdobył też brązowy medal w jedynkach podczas mistrzostw Europy w Hammarstrand. W zawodach tych wyprzedzili go jedynie reprezentant Włoch Paul Hildgartner oraz Hans Rinn z NRD. W 1976 roku wystartował na igrzyskach olimpijskich w Innsbrucku, zajmując dziesiąte miejsce w jedynkach. Był to jego jedyny występ olimpijski.